# Torneo internacional de waterpolo de Tiflis
El Torneo internacional de waterpolo de Tiflis (en inglés Tbilisi International Water Polo Tournament) es una competición de waterpolo para selecciones celebrada en Tiflis, Georgia.

## Palmarés
| Año  | Primero | Segundo     | Tercero     |
| ---- | ------- | ----------- | ----------- |
| 2010 | Georgia | Reino Unido | Bielorrusia |